# Terra de Trives
Terra de Trives egy comarca (járás) Spanyolország Galicia autonóm közösségében, Ourense tartományban. Székhelye A Pobra de Trives.

## Települések
A székhely neve félkövérrel szerepel.
- Chandrexa de Queixa
- Manzaneda
- A Pobra de Trives
- San Xoán de Río